# Онесікріт
Онесікріт (дав.-гр. Ὀνησίκριτος; 360 р. до н. е. — 290 р. до н. е.) — давньогрецький історик і письменник, учень Діогена Синопського. Супроводжував Александра Македонського в його азійських походах. Перший з європейців, хто описав Шрі-Ланку.
Діоген Лаертський порівнює життя і склад Онесікріта з Ксенофонтом, характеризуючи Онесикрита як «наслідувач, який нижче зразка». Часто цитується пізніми античними авторами, які критикували його за неакуратність та фальсифікацію історичних фактів.
Онесікріт написав біографію Александра «Як виховували Александра» (дав.-гр. Πῶς Ἀλέξανδρος Ἤχθη), описував похід Александра в Азію і країни, які відвідав. Так, він описує візит до Александра королеви амазонок Фалестріс і зустріч в Індії з гімнософістами. Від Онесікріта йде розповідь про диспуті Александра з індійськими мудрецями. Він вперше згадує острів Тапробана, який зазвичай ототожнюють із Шрі-Ланкою.